# Орфански залив
Орфанският, Струмският или Рендинският залив (на гръцки: Στρυμονικός κόλπος, Стримоникос колпос или Κόλπος Ορφανού, Колпос Орфану) е залив в северозападната част на Егейско море.
От запад заливът е обграден от Халкидическия полуостров, а от изток граничи с брега на дем Кушница. В залива се вливат реките Струма (Стримонас) и Рендина, дали две от имената му. Третото име произлиза от името на село Орфано, разположено на брега му.
Около залива са планините Люти рид (Символо), Кушница (Пангео), Орсова (Кердилио), Сугляни и Пиявица (Стратонико) на териториите на демите Кушница, Амфиполи, Бешичко езеро и Аристотел.